# Tratado de Carrión
El Tratado de Carrión es un tratado firmado el 22 de febrero de 1140 en Carrión de los Condes, actual provincia de Palencia (España), entre los cuñados Alfonso VII rey de León y de Castilla y el conde de Barcelona y princeps de Aragón Ramón Berenguer IV, con la finalidad de repartirse el Reino de Navarra bajo el mandato de García Ramírez.
En sus cláusulas se preveía que los pueblos y tierras de la orilla izquierda del río Ebro, pasasen a poder de Reino de Castilla. Ramón Berenguer IV se quedaría con las plazas y comarcas que García Ramírez había tomado en los tres años de guerra fronteriza entre Navarra y Aragón (1137-1140). Del resto se harían tres partes: una, en la que estaba incluida la ciudad de Estella, sería para Alfonso VII; y las otras dos, en la que estaría Pamplona, pasarían a manos de Aragón.
El texto es el siguiente:

Este es el convenio y la concordia que hicieron entre sí el ilustre Alfonso VII, emperador de Hispania, y Ramón Berenguer IV, conde de Barcelona y príncipe de los aragoneses. Fundamentalmente se pusieron de acuerdo en lo que respecta a la tierra que tiene García, el rey de los pamploneses, a saber: que el citado emperador Alfonso tenga de ella Marañón y toda la tierra que desde el Ebro hacia Pamplona tenía su abuelo el rey Alfonso VI el día que murió; por otra parte, del resto de la tierra que tiene el rey García, que el cónsul de los barceloneses tenga toda la que le pertenece al reino de Aragón, sin rendir homenaje de ella, tal como la poseyeron en su tiempo los reyes Sancho Ramírez y Pedro I; de la otra tierra de Pamplona, por la que los reyes Sancho y Pedro hicieron homenaje a Alfonso VI, rey de León, que Alfonso tenga la tercera parte de ella y el conde de los barceloneses Ramón las otras dos terceras partes; y por estas dos terceras partes que preste al emperador Alfonso el mismo homenaje que prestaron los reyes Sancho y Pedro al Rey Alfonso VI, abuelo del emperador Alfonso. Por otro lado, que en la tercera parte del emperador esté el castillo de Estella y en las dos partes del conde la ciudad de Iruña (Pamplona). Además de eso, el venerable emperador Alfonso y el ilustre conde de los barceloneses Ramón se pusieron de acuerdo en esto: que cualquiera que fuere el modo en que pudieran recuperar o adquirir las tierras de Pamplona que habían de ser repartidas según se ha dicho, ya fuera por los dos a la vez, por uno sin el otro o por sus hombres, que el emperador tuviera la tercera parte y el citado conde las otras dos hasta que la adquiriesen totalmente. Y cuando todo sea adquirido, que lo dividan entre sí en el modo prescrito y que lo posean firmemente. Este convenio y concordia fue realizado en Carrión nueve días antes de las Kalendas de marzo, el año de la encarnación del Señor CXXXVIII después del milésimo, era milésima CLXXVIII, año 1139, en presencia de don Berenguer, obispo de Salamanca, Bernardo, obispo de Sigüenza, Pedro, obispo electo de Burgos, y diez y ocho condes y nobles que se hallan presentes en la curia del emperador

Este fue uno de varios documentos en que los reyes castellanos y aragoneses plantean el reparto de Navarra como también se produjo en los años 1151, 1157 y 1198. En estos acuerdos el reino, una vez conquistado sería dividido aproximadamente por la línea que traza el cauce del río Arga.
Ramón Berenguer atacó Navarra antes del verano de ese mismo año entrando en el valle de Lónguida y en Pamplona y derrotando poco después a García Ramírez en Ejea de los Caballeros. Por otra parte el ejército castellano se acercó a la frontera de Navarra y se estableció en Calahorra, mientras el rey navarro salía a su encuentro y se situaba en Alfaro. Se produjeron algunas escaramuzas. Alfonso VII no estaba muy convencido de que Aragón lograra conquistar Navarra, por lo que entró en conversaciones con el monarca navarro, por mediación de Alfonso Jordán, conde de Tolosa, primo de Alfonso VII. Llegaron a un acuerdo de paz en el que intervinieron magnates y prelados, en especial, el obispo de Pamplona y el prior de la iglesia de Tudela. En este acuerdo firmado el 25 de octubre de 1140, se concertó el matrimonio de la infanta Blanca, nacida y criada en Tudela, con el príncipe Sancho, primogénito de Alfonso VII, que entonces contaba siete años. Se celebraron los desposorios en el mismo campo destinado a la batalla, quedando la princesa navarra, que también era menor, en la corte de Castilla. En este acuerdo de paz no entró el conde Ramón Berenguer IV, que siguió atacando las fronteras de Navarra.